# Peryň

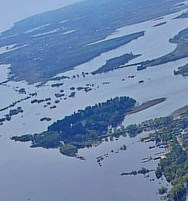
Peryň v čase jarních povodní

Peryň je archeologická lokalita na území města Velikého Novgorodu, správního centra Novgorodské oblasti Ruské federace. Jedná se o zalesněné návrší, prakticky ostrov, obklopený mokřinami při výtoku řeky Volchov z jezera Iľmeň. Místo je tradičně je spojováno s obětištěm boha Peruna a byly zde také nalezeny základy obdélné dřevěné stavby, která bývá ztotožňována s kostelem sv. Nikolaje, který je znám z lidového podání. Klášter, který zde stál byl v roce 1611 z větší části zničen Švédy. Kostel Narození Panny Marie, který zde dosud stojí, pochází z počátku 13. století.
Podle některých variant Novgorodského letopisu a místního podání zde stál idol a obětiště Peruna.  Kronika Matěje Stryjkowského z 16. století uvádí:
| „ | V tom městě byla kdysi modla, řečená Perun, na tom místě, kde nyní jest Perunský klášter (Perunski monastyr), po této modle nazvaný. Ta modla byla ctěna jako bůh a měla formu člověka, ohnivý kámen podobný hromu – Perunu, v rukou držícího. Ke cti a chvíle její byl zapalován oheň z dubového dříví, který ve dne v noci hořel. Jestliže pro nepozornost služebníka, ke hlídání pověřeného, oheň uhasl, býval ten bez milosti na hrdle ztrestán. | “ |
| — | |   |

Obětiště mělo být zničeno podle Stryjkowského roku 988, podle Sofijského letopisu roku 991. Ještě v 19. století házeli rybáři na řece Volchov poblíž Peryně tři mince.
Vykopávky byly provedeny v 50. letech 20. století a jejich výsledky publikoval v letech 1953 a 1954 sovětský archeolog Valentin  Sedov. Jeho práce uvádí nález kruhového obětiště o průměru 21 metrů s 0,6 metru hlubokou jámou uprostřed, která měla být stopou po kůlu s idolem. Obětiště bylo obklopeno sedm metrů širokým a metr hlubokým s osmi pravidelnými prohlubněmi, ve kterých měl dlouhodobě hořet oheň.
Pozdější nálezy však ukázaly, že jáma uprostřed předpokládaného obětiště je mladšího data a jedná se nejspíše o zbytek nějaké stavby. V blízkosti byly nalezeny také další dva příkopy, ty však nevykazovaly žádné známky kultovního významu. Jednalo se nejspíše o zbytky srovnaných mohyl, tzv. sopek, a ohnišť, používaných pro žárový pohřeb. Před christianizací se podle některých názorů jednalo pouze o pohřebiště, nikoliv o obětiště. Jiní badatelé, například Zdeněk Měřínský, však nadále považují Peryň za kultovní místo, s ohledem na fakt, že jeho funkce se mohla s pohřebištěm překrývat.